# Alma Sodnik
Alma Sodnik, slovenska filozofinja, * 23. marec 1896, Ljubljana, † 12. februar 1965, Ljubljana.
Predavala je na Oddelku za filozofijo Filozofske fakultete Univerze v Ljubljani kot prva redna profesorica. Bila je tudi prva študentka in doktorandka FF ter prva dekanka v Sloveniji in verjetno tudi nekdanji Jugoslaviji. V pedagoškem in raziskovalnem delu je pokrivala široko tematsko področje, od metafizike, epistemologije, estetike, antične filozofije, vse do filozofije na Slovenskem in ženskega vprašanja. Alma Sodnik po svojem pomenu sodi v sam vrh slovenske filozofije, a je bila dolgo prezrta.